# 2-Naftol
2-Naftol, ou β-naftol, é um sólido cristalino incolor de fórmula C10H7OH, é um isômero do 1-naftol, diferindo pela localização da hidroxila no naftaleno. Os naftois são homólogos naftalenos do fenol, com o grupo hidroxil mais reativo do que nos fenóis. Ambos isômeros são solúveis em álcoois, éteres e clorofórmio.

## Produção
Tradicionalmente, 2-naftol é produzido em um processo de suas etapas que inicia com a sulfonação de naftaleno em ácido sulfúrico:
C10H8  +  H2SO4   →   C10H7SO3H  +  H2O
O grupo ácido sulfônico é então removido por meio de hidróxido de sódio fundido:
C10H7(SO3H)  + 3 NaOH   →   C10H7ONa  +  Na2SO3  +  2 H2O
A neutralização do produto com ácido resulta em 2-naftol.
O 2-naftol também pode ser produzido por um método análogo ao processo do cumeno.

## Aplicações

### Corantes
Ambos os naftóis podem ser usados na produção de corantes em síntese orgânica.
Os corantes Sudan são corantes populares notáveis por serem solúveis em solventes orgânicos. Diversos dos corantes Sudan são derivados do 2-naftol por acoplamento com sais de diazônio.

Selected 2-Naphthol-derived dyes
Sudan I
Sudan II
Sudan III
Sudan IV

Outros corantes produzidos com o 2-naftol incluem:
- Corantes ácidos: laranja ácido 7, preto ácido 117, preto ácido 172, preto ácido 34, preto ácido 13, vermelho ácido 151, vermelho ácido 184, vermelho ácido 296, vermelho ácido 66, vermelho ácido 89, amarelo ácido 241, azul ácido 328, amarelo ácido 59, violeta ácido 78, violeta ácido 92, castanho ácido 50.
- Corantes básicos: azul básico 10, azul básico 6, azul básico 16.
- Corantes mordentes: preto mordente 15, preto mordente 19, preto mordente 1, preto mordente 17, preto mordente 25, preto mordente 10, preto mordente 18, azul mordente 6, verde mordente 4, verde mordente 10, violeta mordente 30, azul mordente 4, verde mordente 15, violeta mordente 5.
- Corantes solventes: laranja solvente 2, laranja solvente 8, vermelho solvente 1, vermelho solvente 17, vermelho solvente 23, vermelho solvente 25, vermelho solvente 4, violeta solvente 1.
- Corantes dispersos: amarelo disperso 97, vermelho disperso 141.
- Corantes ao enxofre: castanho ao enxofre 31.
- Corantes para alimentos: verde para alimentos 4:1.

### Precursor do BINOL
Por exemplo, 2-naftol reage para formar BINOL.

## Segurança
Naftóis (tanto o isômero 1 como o 2) são usados como biomarcadores para os animais e os seres humanos expostos a hidrocarbonetos aromáticos policíclicos.